# Манила

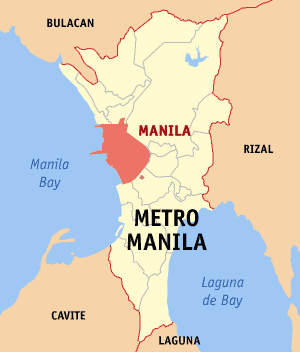

Мани́ла (таг. Maynila, Майнила; англ. и исп. Manila) — столица государства Филиппины, один из 16 городов, формирующих Столичный регион страны (Метро-Манила). Граничит с городами Навотас и Калоокан (на севере), Кесон-Сити (на северо-востоке), Сан-Хуан и Мандалуйонг (на востоке), Макати (на юго-востоке) и Пасай (на юге). На западе омывается водами Манильского залива. С населением 1 660 714 человек по данным переписи 2007 года, Манила — второй крупнейший город страны после Кесона.
Расположен на острове Лусон, при впадении реки Пасиг в Манильский залив Южно-Китайского моря. Город был основан 24 июня 1571 года испанским конкистадором Лопесом де Легаспи. Самый старый район города — Интрамурос (буквально «окружённый стенами»), был возведён испанской администрацией в конце XVI века. В его стенах проживали преимущественно испаноязычные семьи. В ходе второй мировой войны подвергся разрушению, но был затем восстановлен. Современное его население — около 5 тыс. человек.
В ходе истории Манила пережила много войн, в результате чего разрушены многие архитектурные, исторические и культурные памятники. Сейчас Манила — крупный культурный центр, где сосредоточено несколько университетов.
На южном берегу реки Пасиг находится самая старая часть города — район Интрамурос. Он основан в 1571 году, и, несмотря на то, что в годы Второй мировой войны был частично разрушен, сохраняет некоторые образцы старой испанской архитектуры. В первую очередь, это крепостная стена, постройка которой началась в 1590 году. Вход в крепость Сантьяго оживляет память об испанском присутствии. В 1595 году Манила стала столицей всего Филиппинского архипелага, а также центром провинции, которая первоначально занимала почти весь Лусон.

## Этимология
Майнила, филиппинское название города, происходит от словосочетания май-нила, что означает «где находят индиго». Корень названия происходит от санскритского नील нила́ — «дерево индиго»; тагальская же приставка ма- указывает на изобилие этого дерева, то есть «место, где много деревьев индиго». 
Слово нила относится к индиго и, как следствие, к нескольким видам растений, из которых можно извлечь этот натуральный краситель. Название Майнила́, вероятно, было дано из-за растений, дающих индиго, которые растут в районе, прилегающем к поселению, а не потому, что оно было известно как поселение, которое торговало красителем индиго: добыча красителя из индиго стала важной экономической деятельностью в этом районе только в XVIII веке, через несколько сотен лет после того, как поселение Манила было основано и названо этим именем. Исконное тагальское слово для растения индиго — таюм — можно обнаружить в нескольких топонимах на Филиппинах: улица Таюман (что означает «где находится индиго») в Маниле, а также Таюм в Абре и Тагум в Давао-дель-Норте.
В конце концов название Майнила́ было передано на испанский язык как Мани́ла.

## История

### Ранняя история

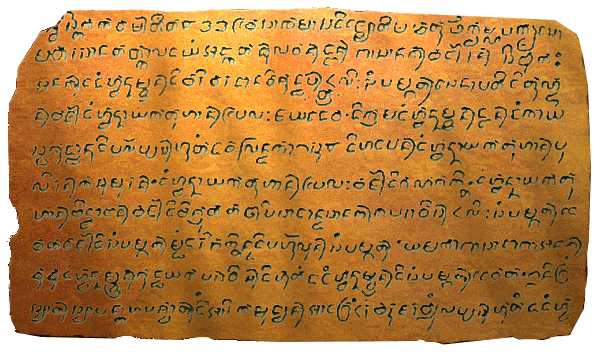
Медная табличка Лагуна - самая старая историческая запись на Филиппинах. Она имеет первое историческое упоминание о Тондо и восходит к Сакской эре 822 год (около 900 года).

Самыми ранними свидетельствами человеческой жизни в районе современной Манилы являются близлежащие петроглифы Ангоно, датируемые примерно 3000 годом до нашей эры. Негрито, коренные жители Филиппин, жили на острове Лусон, где находится Манила, до того, как малайско-полинезийские народы пришли на эти территории и ассимилировали часть из них.
Манила была активным торговым партнёром китайской империи Сун, а после неё монгольской империи Юань. Королевство Тондо процветало во второй половине существования империи Мин в результате прямых торговых отношений с Китаем. Город Тондо был традиционной столицей империи, правителями государства Тондо были суверенными королями, а не просто племенными вождями. Название «Тондо» произошло от хокло 東都 Tong-to͘ «Восточная столица», из-за своего географического положения к юго-востоку от Китая. К королям Тондо обращались по-разному: пангиноон на тагальском («владыка») или пангинуан на маранао; анак банва («сын неба») или лакандула («владыка дворца»). Император Китая считал лаканов — правителей древней Манилы — «王», то есть царями.
В XIII веке Манила состояла из укреплённого поселения и торгового квартала на берегу реки Пасиг. Затем он был занят индианизированной империей Маджапахит, как записано в эпической хвалебной поэме «Нагаракертагама», в которой описывалось завоевание этого района махараджей Хаямом Вуруком. Селуронг (षेललरर््), историческое название Манилы, перечислено в «песне 14» наряду с Сулотом, который сейчас называется Сулу, и Калкой. Селуронг (Манила) вместе с Сулотом (Сулу) смогли впоследствии восстановить независимость, а Сулу даже напал и разграбил провинцию Маджапахита По-ни (Бруней) в качестве мести.
Во время правления арабского эмира, потомка Шарифа Али, султана Болкиаха, с 1485 по 1521 год султанат Брунея, который отделился от индуистского Маджапахита и стал мусульманским государством, вторгся в этот район. Брунейцы хотели воспользоваться стратегическим положением Тондо в торговле с Китаем и Индонезией и, таким образом, напали на его окрестности и основали мусульманский раджанат Майнила (كوتا سلودوڠ; Кота Селудонг). Раджанат управлялся и ежегодно отдавал дань султанату Брунея как государство-сателлит. Бруней создал новую династию под руководством местного правителя, который принял ислам и стал раджой Салалилой или Сулейманом I. Он начал торговую войну с и без того богатым домом Лакана Дулы в Тондо. Ислам ещё больше укрепился с приходом мусульманских торговцев с Ближнего Востока и Юго-Восточной Азии.

### Испанский период

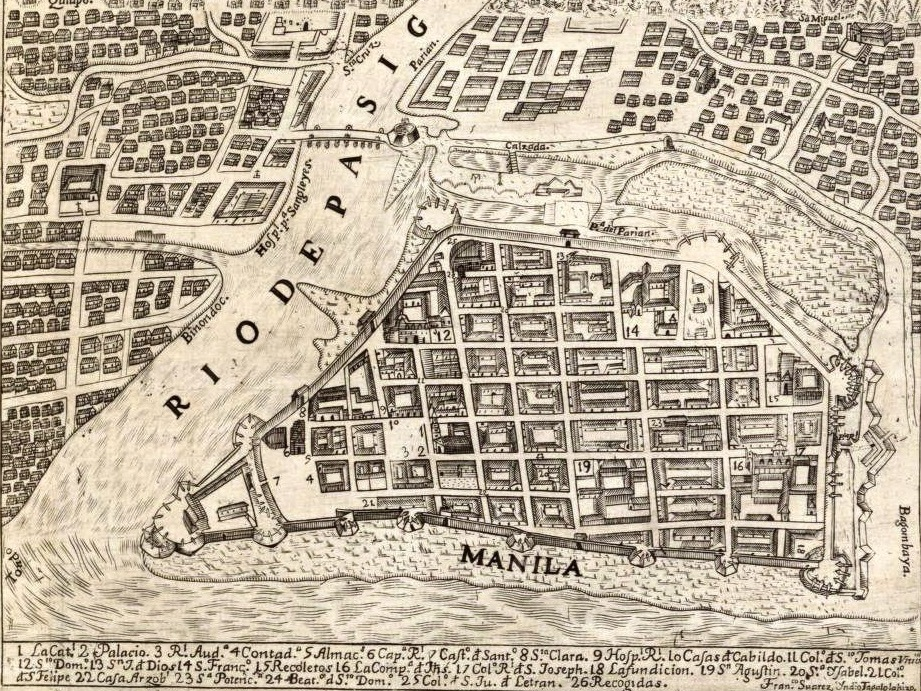
Карта города-крепости Манилы в 1734 году.

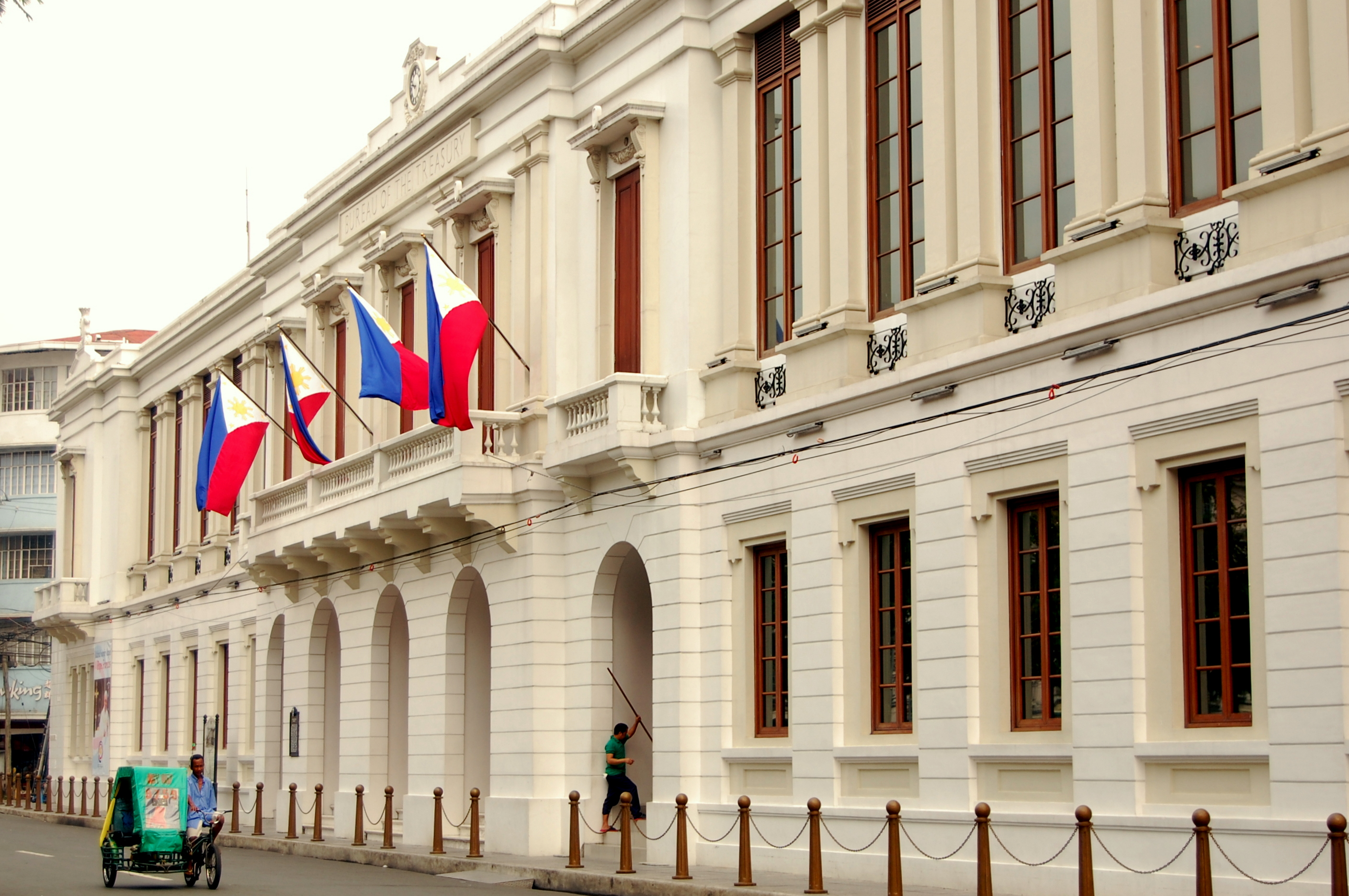
Аюнтамьенто-де-Манила служил городской ратушей во время испанского колониального периода.

Манила, до прихода испанцев, была частью мусульманского мира, в котором процветала торговля с китайскими купцами и представителями из других стран Восточной Азии. В 1570 году Мигель Лопес де Легаспи, вынужденный отступить с острова Себу под натиском португальских пиратов, прибыл в процветающий мусульманский город и решил устроить в нём свою столицу. Чтобы установить отношения с местными властями, сперва туда был послан Мартин де Гоити. Он попытался установить авторитет испанской короны мирным путём. Раджа Сулейман, который правил тогда, ответил, что не против иметь дружеские отношения с испанцами, но подчиняться какому-либо другому королю в его планы не входит. Конкистадоры предприняли тогда военные действия, в результате которых вынудили мусульман покинуть город. 24 июня 1571 года конкистадор Мигель Лопес де Легаспи прибыл в Манилу и объявил её территорией Новой Испании, учредив городской совет на территории нынешнего района Интрамурос. Вдохновленный Реконкистой, войной в материковой Испании за рехристианизацию и возвращение тех частей страны, которые когда-то были захвачены мусульманами, он воспользовался территориальным конфликтом между индуистским Тондо и исламской Манилой, чтобы оправдать изгнание или обращение брунейских мусульманских колонистов, которые поддерживали своих манильских вассалов, в то время как его мексиканский внук Хуан де Сальседо имел роман с принцессой Тондо, Гандарап. Низвергнутый раджа, Сулейман, постарался получить поддержку раджи Тондо, по имени Лакандула, пампанганов и пангасинанов, собрал собственных подданных, тагалов, и попытался вступить в борьбу с испанцами. В бою при Бангкусае он погиб. Лопес де Легаспи казнил или изгнал местную королевскую семью после провала заговора Махарликов, в котором союз между датами, раджами, японскими купцами и султанатом Брунея объединились, чтобы расправиться с испанцами и их союзниками из Висайи. Победоносные испанцы сделали Манилу столицей испанской Ост-Индии и Филиппин, которые их империя будет контролировать в течение следующих трёх столетий.
В 1574 году китайский пират Лимагон попытался захватить город. В его распоряжении было 62 судна и 3000 воинов. Но попытка была безуспешной. Губернатор Гвидо де Лавесарис и офицер Хуан де Сальседо отразили удар китайско-японского флота, располагая только пятьюстами солдатами.
6 февраля 1579 года Святой Престол учредил епархию Манилы буллой Illius fulti praesidio папы римского Григория XIII. Первоначально она была суффраганной епархией архиепархии Мехико и её власть распространялась на все Филиппины. 14 августа 1595 года епархия Манилы передала часть своей территории в пользу учреждённых епархий Касереса, Себу и Новой Сеговии (все сегодня — архиепархии), и тогда же епархия Манилы была возведена в ранг митрополии-архиепархии. Затем, по королевскому указу Филиппа II Испанского, город Манила попала под духовное покровительство Святой Пудентианы и Богоматери наставницы, из-за найденной на том месте священного изображения чёрной Мадонны неизвестного происхождения; одна теория заключается в том, что она из португальско Макао, другая в том, что это тантрическая богиня, и ей поклонялись местные жители в язычески-индуистской манере и пережили исламизацию султаната Брунея. Это изображение было истолковано как имеющее марианскую природу, и оно было найдено во время экспедиции Мигеля де Легаспи, и в конце концов мексиканский отшельник построил часовню вокруг этого изображения.
В Маниле началась активная деятельность по христианизации местного населения. В тот момент город стал главным опорным пунктом христианизации всей Юго-Восточной Азии. Сюда прибывали миссионеры, монахи разных орденов, августинцы, францисканцы, доминиканцы, иезуиты и другие. В 1588 году августинцы построили в Маниле церковь Малате. Испанцы установили и коммерческую монополию, оттеснив из этой сферы китайцев.

### Развитие инфраструктуры
В 1601 году в Маниле была открыта семинария для знатных лиц, которая стала первым учебным заведением в стране.
В истории города был недолгий момент английского господства, когда, в ходе Семилетней войны, англичане захватили его и удерживали в течение двух лет (1762—1764). Вскоре после подписания Парижского договора о мире в 1763 г. они покинули город, предварительно успев капитально его разграбить.
В следующий период Колониальная столица обогатилась большим числом памятников: общественными и частными дворцами, монастырями и храмами. В Маниле появился первый азиатский университет, названный в честь Фомы Аквинского. Гораздо позже появились университеты в Индии и в латиноамериканских столицах. В стране образовался новый класс «просвещенных», иначе говоря, образованных людей, пополненный из числа креолов, метисов и коренных жителей.
Вместе с тем распространились либеральные идеи, которые особенно быстро впитывались образованными людьми. Распространились антиклерикальные масонские настроения. Была создана антииспанская и антиколониальная тайная организация, составленная из масонских элементов, главным образом, из представителей манильской буржуазии. Такие веяния начали проникать в другие районы страны.

### XX век
В августе 1898 года, в течение испано-американской войны, после битвы при Кавите, американцы заняли Манилу. Испанский флот был разбит в бухте. Часть населения поддерживала американцев, которых воспринимала как освободителей
в борьбе против испанского гнета. Но, по существу, американское вторжение было новым вариантом колониализма. До июля 1901 американцы управляли жестко и деспотично, при помощи военной силы. Однако, несмотря на это, сторонники среди филиппинцев у них были, в первую очередь, буржуазия.
В период Второй мировой войны Манила была захвачена японскими войсками. После нападения Японии на Пёрл-Харбор, которое произошло 7 декабря 1941 года, в стране сформировалось про-японски настроенное коллаборационистское правительство, резиденцией которого стала Манила. Против японских оккупантов одновременно выступили как американцы, так и филиппинцы. В ноябре 1944 — феврале 1945 солдаты Японской императорской армии устроили в городе и его окрестностях резню, убив около 100 000 мирных жителей. В ходе битвы за Манилу (3 февраля — 3 марта 1945 года) значительная часть города была разрушена американскими бомбардировками.
1 октября 1975 года в Маниле состоялся боксёрский поединок между Мохаммедом Али и Джо Фрейзером, в котором Али защитил свой титул чемпиона мира. Бой получил название Триллер в Маниле, и является кульминацией трёхматчевого противостояния между Али и Фрейзером.

## География

Карта города

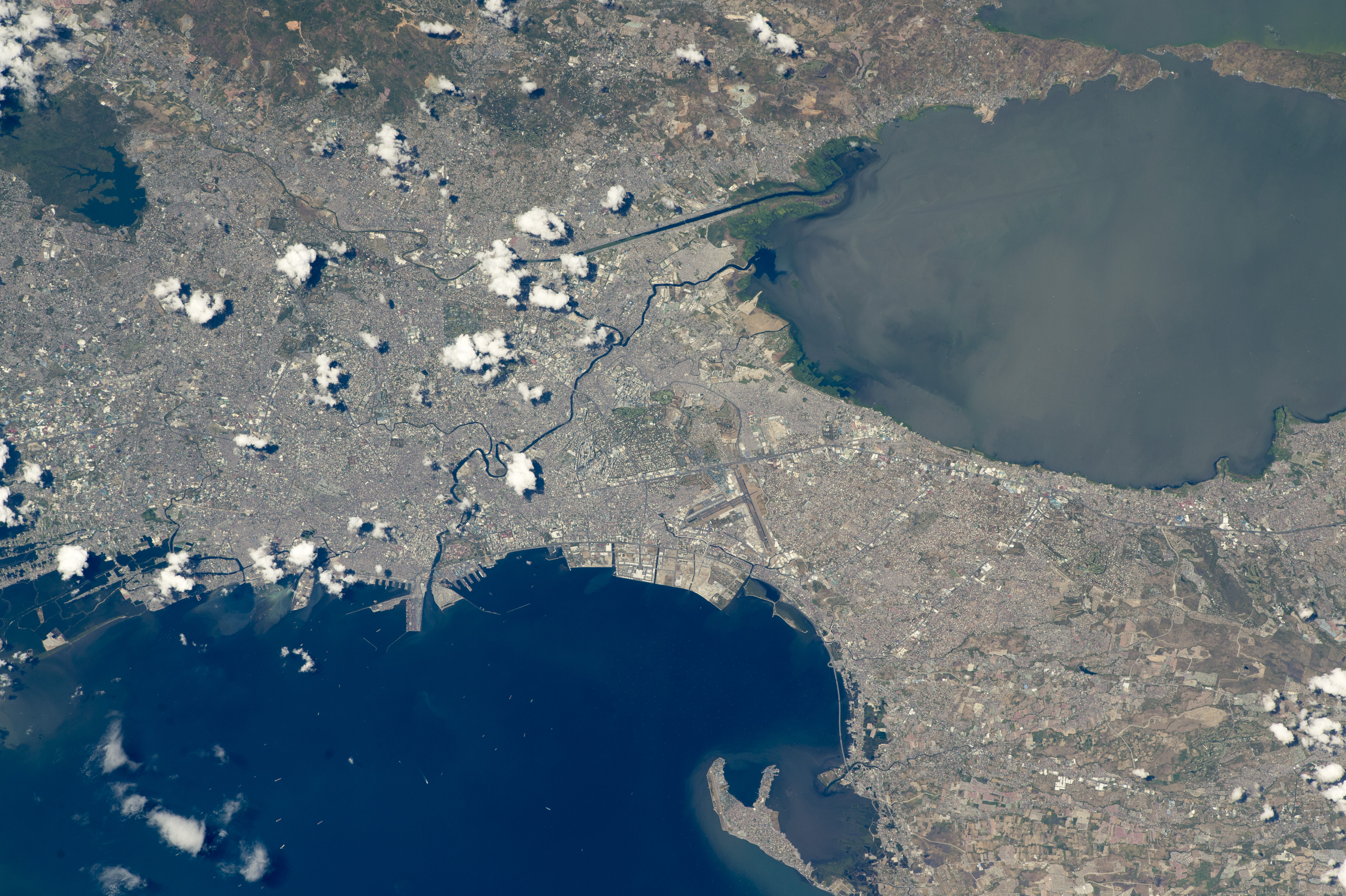
МКС фотография Манилы (слева от центра) и окружающих городов

Манила расположена в западной части острова Лусон, на восточном побережье Манильского залива, примерно в 1300 км от материковой Азии. Река Пасиг разделяет город на две части. Территория города представляет собой древние аллювиальные отложения реки Пасиг, часть земель отвоёвана у залива. Площадь Манилы составляет 38,55 км² и административно делится на 897 барангаев. Каждый барангай имеет своего председателя и членов совета. Барангаи сгруппированы в 100 зон, которые также сгруппированы в 16 географических районов. Эти зоны и районы не имеет формы местного самоуправления. 16 районов в свою очередь объединяются в 6 законодательных округов Манилы.
Городская агломерация, включающая Манилу, образует Национальный столичный регион (National Capital Region) — единственный регион Филиппин, не делящийся на провинции. Кроме собственно Манилы, столичную агломерацию составляют следующие города: Калоокан, Навотас, Малабон, Валенсуэла, Марикина, Пасай, Пасиг, Мандалуйонг, Сан-Хуан, Макати, Тагиг, Паранаке, Лас-Пиньяс, Мунтинлупа, Кесон.

### Экологические проблемы
Город сильно страдает от загрязнения воздуха промышленными выбросами и транспортом. Открытые свалки промышленных отходов также способствуют ухудшению качества окружающей среды. Несколько рек в черте города считаются биологически мёртвыми. Одной из самых загрязнённых рек мира является Пасиг, куда, по данным на 2003 год, ежедневно сбрасывается около 150 тонн бытовых и 75 тонн промышленных отходов. Основной причиной загрязнений является неразвитость инфраструктуры города. Самый загрязнённый воздух отмечается в районе Эрмита.

### Климат
Климат Манилы субэкваториальный, с резко выраженной границей между сухим сезоном и сезоном дождей. Сухой сезон длится со второй половины декабря по май, сезон дождей — остальную часть года, пик его достигается в августе, когда в месяц выпадает около 350 мм осадков. Среднегодовая температура варьирует от 27 °C в декабре — январе до 30 °C в апреле — мае.
| Показатель                    | Янв. | Фев. | Март | Апр. | Май  | Июнь | Июль | Авг. | Сен. | Окт. | Нояб. | Дек. | Год  |
| ----------------------------- | ---- | ---- | ---- | ---- | ---- | ---- | ---- | ---- | ---- | ---- | ----- | ---- | ---- |
| Абсолютный максимум, °C       | 34,4 | 35,0 | 36,5 | 37,2 | 38,0 | 39,5 | 35,5 | 34,5 | 36,2 | 35,2 | 34,5  | 34,2 | 39,5 |
| Средний суточный максимум, °C | 29,5 | 30,3 | 31,9 | 33,3 | 33,1 | 32,1 | 31,1 | 30,6 | 30,7 | 31,0 | 30,8  | 29,7 | 31,2 |
| Средняя температура, °C       | 26,8 | 27,4 | 28,6 | 30,0 | 30,0 | 29,3 | 28,5 | 28,2 | 28,3 | 28,4 | 28,1  | 27,1 | 28,4 |
| Средний суточный минимум, °C  | 23,9 | 24,3 | 25,4 | 26,7 | 26,9 | 26,4 | 25,9 | 25,8 | 25,8 | 25,8 | 25,3  | 24,3 | 25,5 |
| Абсолютный минимум, °C        | 19,0 | 18,2 | 20,0 | 20,0 | 20,5 | 20,0 | 21,0 | 21,0 | 20,0 | 21,5 | 20,2  | 17,0 | 17,0 |
| Норма осадков, мм             | 29   | 12   | 14   | 19   | 136  | 225  | 324  | 350  | 269  | 211  | 94    | 60   | 1742 |
| Температура воды, °C          | 27   | 27   | 28   | 29   | 30   | 30   | 30   | 29   | 29   | 29   | 29    | 28   | 29   |
| Источник: «Погода и Климат»   |      |      |      |      |      |      |      |      |      |      |       |      |      |

## Культура и достопримечательности

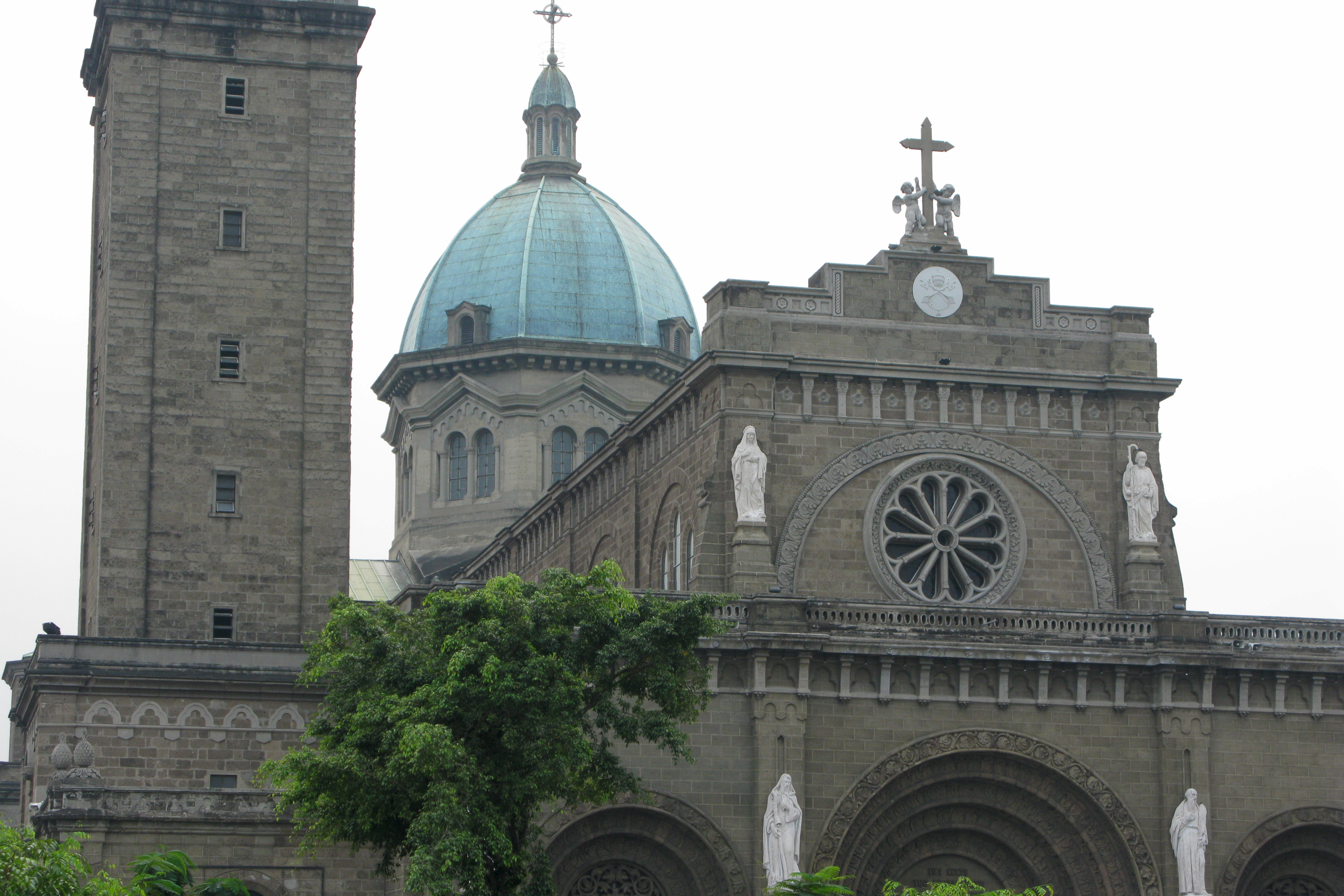
Кафедральный собор Манилы

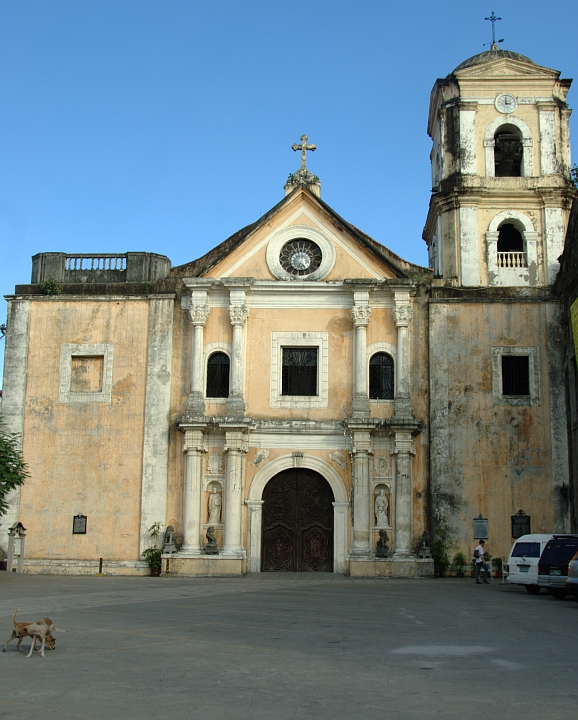
Церковь Сан-Агустин

Будучи центром архиепархии Манилы, старейшей в стране, город является домом для множества церквей. Собором архиепархии является Манильский кафедральный собор (Малая базилика Непорочного Зачатия). В городе имеются ещё три базилики: Церковь Кьяпо (Базилика смуглого Назарянина), Малая базилика св. Лоренцо Руис и Базилика св. Себастьяна. Стоит отметить также церковь Сан-Агустин — старейшую сохранившуюся до наших дней церковь страны, которая была построена в 1607 году. В 1993 году Сан-Агустин стала одной из четырёх церквей Филиппин, объявленных ЮНЕСКО Объектами наследия под общим названием «Филиппинские церкви в стиле Барокко». Кроме того, в Маниле имеется несколько буддийских и даосских храмов, построенных местной китайской общиной. В районе Кьяпо, где проживает довольно значительная мусульманская община, находятся мечеть Ад-Дахаб (Золотая мечеть), а также Зелёная мечеть.
Будучи культурным центром Филиппин, Манила служит домом и для большого количества музеев. Один из наиболее известных музеев столицы — Бахай Тсиной, рассказывающий о жизни китайской общины страны и её вкладе в культуру Филиппин. Музей света и звука в Интрамуросе посвящён Филиппинской революции под руководством Рисаля. Столичный музей Манилы содержит богатую коллекцию филиппинского искусства, а Музей Манилы отражает культуру и историю города. Можно отметить также детский музей Памбата, Музей политической истории Филиппин, Национальный музей Филиппин и др.
Из других достопримечательностей интересен парк Рисаль, расположен в историческом сердце города. Парк был местом многих значимых для страны исторических моментов. Так, на месте где сейчас находится парк, за подготовку восстания против испанского господства был казнён национальный герой Филиппин — Хосе Рисаль, в честь которого парк впоследствии и получил своё название. Сам парк примечателен своими японским и китайским садами, здесь также расположены планетарий, национальная библиотека, павильон бабочек, орхидариум, океанариум, рельефная карта страны и некоторые другие достопримечательности. Флагшток к западу от парка Рисаль служит нулевым километром при отсчитывании расстояний на Филиппинах. Из военных сооружений интерес представляет построенный армией США форт Драм.
Существует популярный онлайн-путеводитель — When In Manila.

## Население
| 1903       | 1918       | 1939       | 1948     | 1960       | 1970       | 1975       | 1980       | 1990       | 1995       | 2000       | 2007       |
| ---------- | ---------- | ---------- | -------- | ---------- | ---------- | ---------- | ---------- | ---------- | ---------- | ---------- | ---------- |
| 219 928    | ↗285 306   | ↗623 492   | ↗983 906 | ↗1 138 611 | ↗1 330 788 | ↗1 479 116 | ↗1 630 485 | ↘1 601 234 | ↗1 654 761 | ↘1 581 082 | ↗1 660 714 |
| 2010       | 2015       | 2020       |          |            |            |            |            |            |            |            |            |
| ↘1 652 171 | ↗1 780 148 | ↗1 846 513 |          |            |            |            |            |            |            |            |            |

По данным переписи 2007 года население города составляет 1 660 714 человек. Это один из наиболее густонаселённых городов мира с плотностью населения 43 079 чел/км², при этом в районе № 6 плотность населения достигает 68 266 чел/км². При этом плотность населения всей Большой Манилы с территорией 1 425 км² составляет лишь 14 100 чел/км². Наиболее распространённый язык населения — филиппинский (основан главным образом на тагальском). В бизнесе и области образования распространён английский. Мигранты из разных регионов страны говорят на различных языках и диалектах. Китайское население Манилы говорит главным образом на южноминьском варианте китайского языка.
Католики составляют 93,5 % населения Манилы; приверженцы Независимой Филлинской церкви составляют 2,4 %; Церкви Христа — 1,9 %; протестантизма — 1,8 %; буддизма — 1,1 %; других религий — 1,4 %.

## Экономика
Обладая удобной гаванью, Манила является главным портом страны и одним из наиболее оживлённых портов мира. Промышленность включает производство химикатов, текстиля и одежды, электроники, продуктов питания и напитков, табачных изделий, фанеры, копры, кокосового масла и др. Пищевая промышленность — один из наиболее стабильных секторов производства. Центр полиграфической промышленности Филиппин.
Город привлекает более 1 млн туристов в год.

## Транспорт

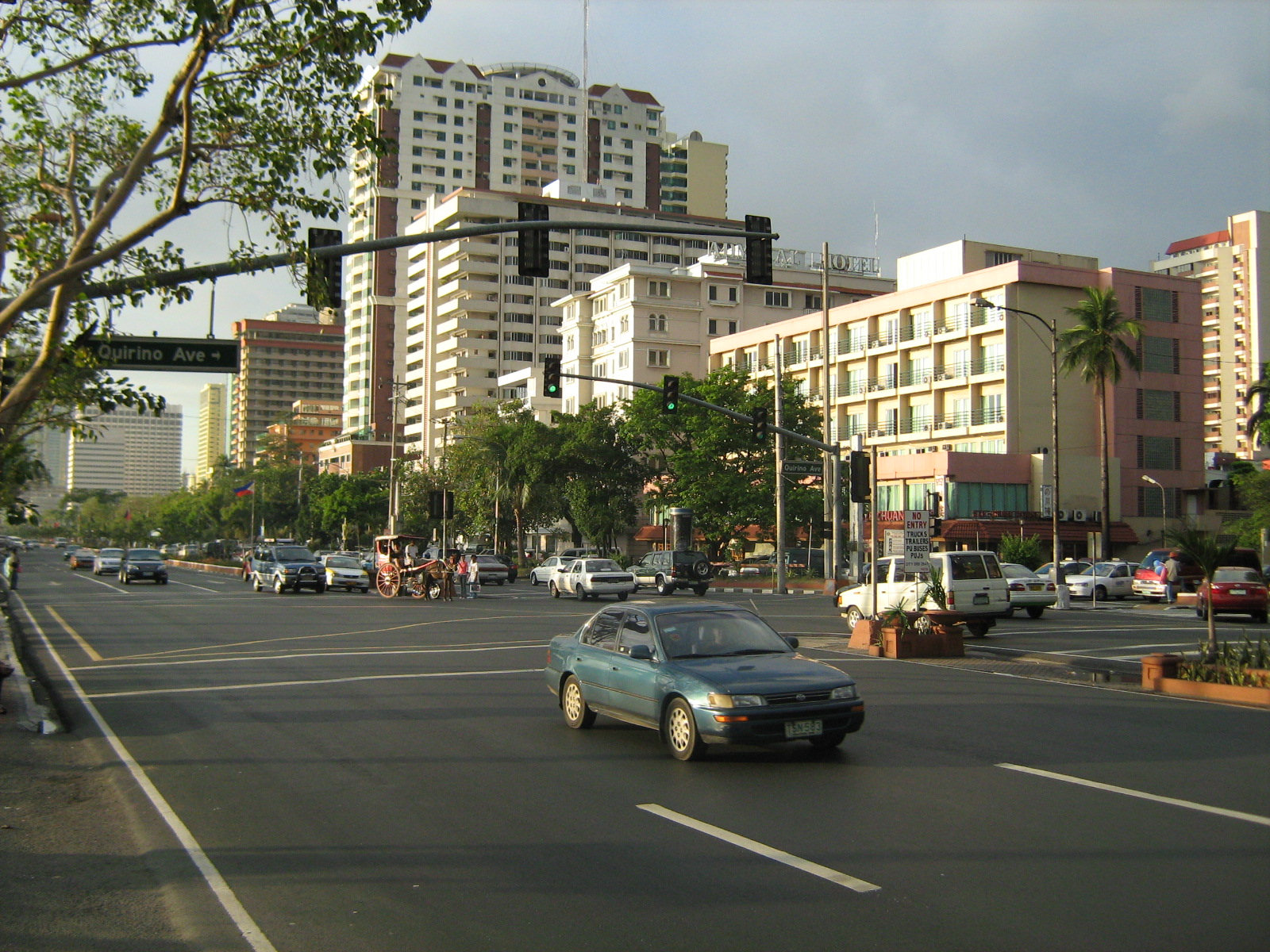
Бульвар Рохас — одна из основных городских транспортных артерий

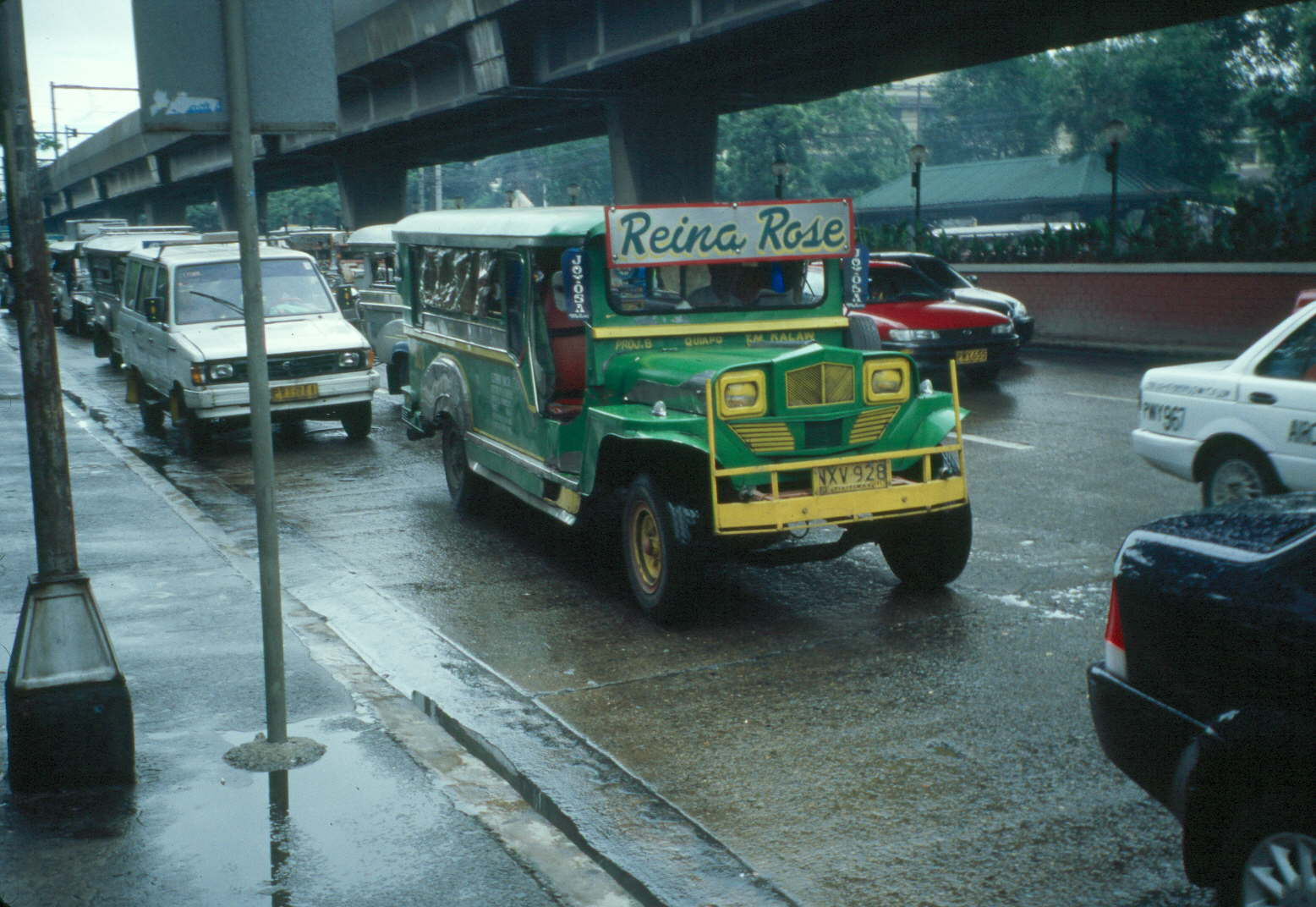
Джипни — манильское маршрутное такси

Манила — крупный железнодорожный узел в системе острова Лусон. Город обслуживается международным аэропортом имени Ниноя Акино, который расположен в 8 км к югу от города. По данным на 2012 год его трафик составляет более 31 млн пассажиров в год. Имеется 4 терминала, второй был открыт в 1999, третий — в 2008 году. Выполняются международные рейсы по следующим направлениям: Пекин, Токио, Пусан, Сеул, Гонконг, Бангкок, Нагоя, Дубай, Гонолулу, Сингапур, Доха, Лос-Анджелес и др.
Город является также крупным автомобильным узлом. Основные дороги в Большой Маниле имеют кольцевое и радиальное направления.
Городской общественный транспорт включает автобусы, метрополитен и маршрутные такси (джипни).

## Образование

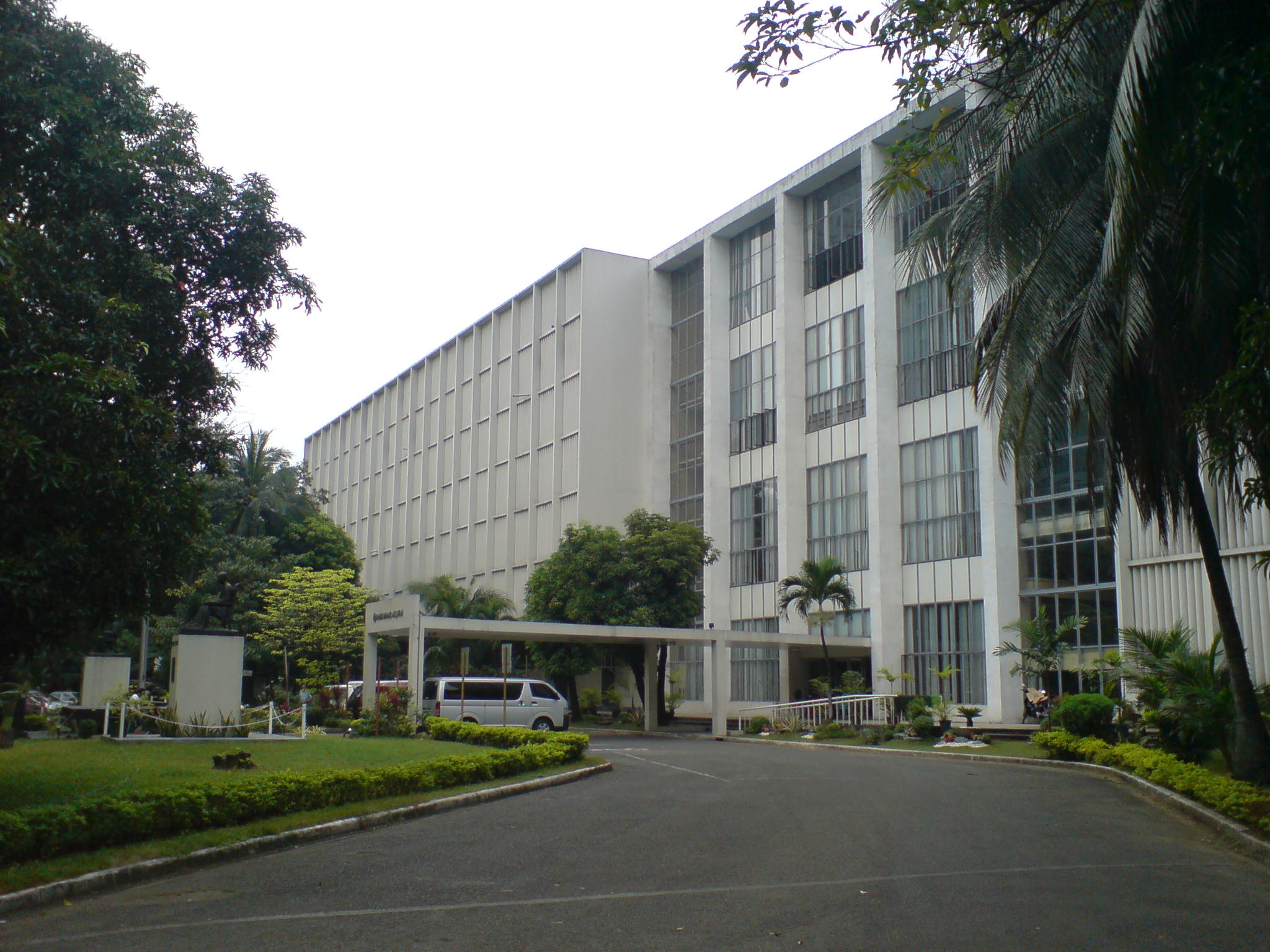
Национальная библиотека Филиппин в парке Рисаль

Манила служит домом для множества университетов и колледжей. Большинство наиболее старых учебных заведений расположено в районе Интрамурос. Вузы Манилы включают:
- Университет Санто-Томас (University of Santo Tomas)
- Коледжио-де-Сан-Хуан-де-Летран (Colegio de San Juan de Letran)
- Университет Атенео-де-Манила (Ateneo de Manila University)
- Университет Города Манила (University of the City of Manila)
- Университет Манилы (Universidad De Manila)
- Университет филиппинской Манилы (University of the Philippines Manila)
- Университет Филиппин (University of the Philippines)
- Политехнический университет Филиппин (Polytechnic University of the Philippines,)

## Организации, расположенные в Маниле
В Маниле расположена штаб-квартира Азиатского банка развития.

## Города-побратимы
- Акапулько, Мексика
- Астана, Казахстан
- Бангкок, Таиланд (24 июня 1997)
- Бухарест, Румыния
- Виннипег, Канада
- Гавана, Куба
- Гонолулу, США (19 марта 1980)[36]
- Гуам, США
- Гуанчжоу, Китай
- Джакарта, Индонезия
- Джерси-Сити, США
- Инчхон, Республика Корея
- Иокогама, Япония
- Кали, Колумбия
- Картахена, Колумбия
- Лаваль, Канада (1996)[37]
- Лима, Перу
- Лион, Франция
- Лос-Анджелес, США
- Мадрид, Испания
- Малага, Испания
- Мауи, США
- Мехико, Мексика
- Монреаль, Канада[38]
- Москва, Россия
- Ницца, Франция
- Нью-Дели, Индия
- Осака, Япония
- Панама, Панама
- Пекин, Китай
- Пусан, Республика Корея
- Сакраменто, США
- Сан-Франциско, США (1981)[39]
- Санта-Барбара, США
- Сантьяго, Чили
- Себеранг Перай, Малайзия
- Сидней, Австралия
- Тайбэй, Тайвань (1966)
- Тайчжун, Тайвань
- Такацуки, Япония
- Тегеран, Иран
- Фучжоу, Китай (1 декабря 2017)[40]
- Хайфа, Израиль
- Хошимин, Вьетнам
- Шанхай, Китай (1983)